# Maipú (Buenos Aires)
Pour les articles homonymes, voir Maipú.
Maipú est une ville de l'Argentine, chef-lieu du partido du même nom, située dans le centre-est de la province de Buenos Aires. Elle est située dans la Pampa. L'activité prédominante est l'élevage de bovins.
Elle est située sur la route qui relie la ville de Buenos Aires à Mar del Plata. Elle dispose d'un aéroport et d'une gare ferroviaire exploitée par Ferrobaires.
Elle a été fondée en 1875 par Francisco Bernabé Madero pour asseoir les autorités de la juridiction.
La ville organise chaque année en février, le festival national du Carnaval de l’Amitié.